# Faeröers taalpurisme
Faeröers taalpurisme (Faeröers: málreinsing) is het sociolinguïstische fenomeen van taalzuivering in het Faeröers.

## Deense invloed

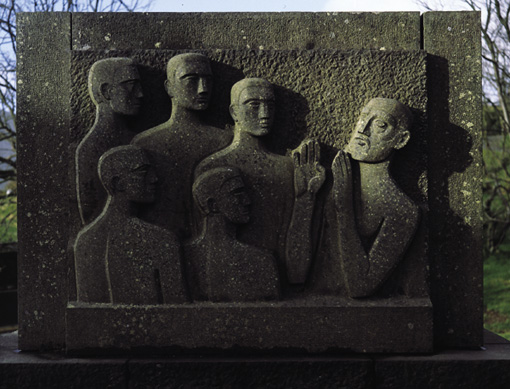
Gedenkteken voor de invoering van het Faeröers als ambtstaal

Het taalbeleid van de Faeröer inzake leenwoorden is zeer wel te vergelijken met dat van IJsland. Het Faeröers is nauw verwant aan het IJslands en volgt bij het vormen van nieuwe woorden regelmatig het IJslandse voorbeeld na. Gezien de grotere invloed van het Deens op het Faeröers is de taalpuristische stroming op de Faeröer wel stukken milder dan op IJsland. De Faeröer zijn immers nog steeds een autonoom gebied binnen het koninkrijk Denemarken en het Deens werd pas in het jaar 1948 als officiële voertaal door het Faeröers vervangen. Door de toenemende invloed van de media heeft de inwerking van het Deens op heden bovendien amper aan belang ingeboet.
Bijgevolg zijn meer dan in het IJslands internationalismen en danismen doorgedrongen tot de spreektaal. Leenwoorden als frisørdáma ‘kapster’, konvoluttur ‘envelop’ of politistur ‘politieagent’ zijn thans onmogelijk weg te denken uit het gesproken Faeröers. Niettemin werden omwille van de taalzuivering pogingen ondernomen om deze woorden respectievelijk door hárfríðkanarkvinna, bjálvi en løgreglumaður te vervangen.

## Taalbeleid
Het taalbeleid op de Faeröer werd vroeger gereguleerd door de afdeling Faeröerse taal van de Faeröerse Academie van Wetenschappen. In 1984 werd een taalcommissie in het leven geroepen. Die organisatie heeft echter een louter adviserende functie. Taalpurisme is dan ook altijd het werk geweest van enkelingen.
Doordat het Faeröerse taalgebied zo klein is en de bevolking veelal positief staat tegenover taalzuivering, vinden neologismen regelmatig ook daadwerkelijk ingang in de omgangstaal. Zo werden woorden als ljómfløga ‘cd’ of telda ‘computer’ met succes in het Faeröers ingevoerd. Toch worden puristische nieuwvormingen vooral in de geschreven taal gebruikt.
De Faeröerse strijd tegen leenwoorden is duidelijk geïnspireerd op het IJslandse taalbeleid. Altemet worden zelfs IJslandse woorden in het Faeröers geïntroduceerd ter vervanging van Deense leenwoorden en internationalismen. Alleen zijn er op de Faeröer niet voldoende middelen voorhanden om een volwaardige politiek van taalzuivering uit te bouwen.